# بورن‌ویل (اوهایو)
بورن‌ویل، اوهایو (انگلیسی: Bourneville, Ohio) یک حوزه سرشماری در شهرستان روس، اوهایو که در ایالات متحده آمریکا واقع است. کد پستی اداره پست آن ۴۵۶۱۷ است و در امتداد شاهراه اتوبان ۵۰ قرار دارد.